# Ruïnes romanes de Troia
Les ruïnes romanes de Troia són un jaciment arqueològic situat al marge esquerre del riu Sado, a la cara nord-oest de la península de Troia, enfront de Setúbal, al municipi de Grândola, freguesia de Carvalhal, a Portugal. Les ruïnes, que enclouen construccions del període entre els segles I i VI, estan classificades com a Monument Nacional des del 1910.

## Història
En aquest indret hi hagué un poblat dedicat a la pesca i a l'elaboració i exportació de conserves de peix (garum), actiu des del segle i fins al VI.[2][3][4] És probable que la península on se situava el poblat fos, en aquella època, una illa, que alguns identifiquen com l'illa d'Ácala referida en l'obra Ora Maritima, d'Avié, un escriptor llatí del segle IV. No n'hi ha, però, dades arqueològiques que ho demostren. Formava part del territori de la ciutat de Salàcia (actual Alcácer do Sal).
Al segle xvi, els humanistes Gaspar Barreiros i André de Resende es refereixen a les ruïnes, però semblen confondre-les amb Cetóbriga (Setúbal). Alguns autors les esmenten en els segles següents, i en la segona meitat del segle xviii se'n feren les primeres recerques arqueològiques conegudes, patrocinades per la infanta (i futura reina) Maria I. En aquests treballs s'excavaren unes cases romanes a la zona anomenada "Carrer de les Cases de la Princesa", en homenatge a la infanta.
El 1850 les recerques s'aprofundiren amb la creació de la Societat Arqueològica Lusitana, que excavà en les "Cases de la Princesa", on troben parets amb pintures i terres amb mosaics, ara desapareguts. Se'n feren diverses campanyes entre 1948 i 1967, en què n'aparegueren banys, cases de salaó, necròpolis i una basílica paleocristiana.

## Indústria i ruïnes
Les estructures més característiques de Troia són els tallers de salaó de peix. A més a més, les ruïnes comprenen un nucli d'habitatge amb cases amb un pis (anomenades "Cases de la Princesa"), algunes necròpolis, un columbari, termes, una roda hidràulica (ruta aquaria) i les restes d'una basílica paleocristiana.

### Tallers de salaó
L'activitat industrial de Troia estava centrada en la pesca i elaboració de peix en conserva, que era exportat a la resta de l'Imperi romà i estava actiu entre els segles I i VI. La situació en una illa, l'abundant pesca, la bona sal de la zona i la disponibilitat d'àmfores eren condicions ideals per a l'activitat. Les àmforesprovenien de terrissaires situats al marge dret del riu Sado, com ara Abul, antiga factoria fenícia.
Els tallers de salaó constaven d'una sèrie de tancs organitzats al voltant d'un pati central. Un total de vint tallers van ser identificades, amb dimensions variades: la major tenia més de 1000 m2 i agrupava 19 tancs, mentre que la menor tenia 135 m2 i 9 tancs. Per la gran quantitat de tancs, es creu que s'hi produïa una considerable quantitat de peix per a exportar.

### Termes
Les restes de les termes, excavades al 1956, ocupen una àrea de 450 m². Incloïen un<i>apoditerium</i> (vestíbul), frigidari (tanc d'aigua freda), tepidari (aigua tèbia), caldari (aigua calenta), amb sistema d'escalfament subterrani (hipocaust), a més de piscines i sala de gimnàstica. En una de les piscines hi ha restes de mosaics.